# Cosmoconus genalis
Cosmoconus genalis là một loài tò vò trong họ Ichneumonidae.